# 1641 w literaturze
Wydarzenia literackie w 1641 roku.

## Urodzili się
- William Wycherley, angielski dramaturg